# Catcleugh Reservoir
Catcleugh Reservoir är en reservoar i Storbritannien.   Den ligger i riksdelen England, i den centrala delen av landet, 400 km norr om huvudstaden London. Catcleugh Reservoir ligger 298 meter över havet.  I omgivningarna runt Catcleugh Reservoir växer i huvudsak blandskog.